# Cymodusa declinator
Cymodusa declinator är en stekelart som först beskrevs av Johann Ludwig Christian Gravenhorst 1829.  Cymodusa declinator ingår i släktet Cymodusa och familjen brokparasitsteklar. Arten är reproducerande i Sverige. Inga underarter finns listade i Catalogue of Life.